# Luigina Bonfanti
Luigia Bonfanti, detta Luigina (Bollate, 29 settembre 1907 – Bollate, 10 dicembre 1973), è stata una velocista e lunghista italiana.
Nel 1928 prese parte ai Giochi olimpici di Amsterdam arrivando sesta nella staffetta 4×100 metri con Giannina Marchini, Derna Polazzo e Vittorina Vivenza; partecipò anche alla gara dei 100 metri piani, ma fu eliminata durante le qualificazioni.
Fu sei volte campionessa italiana in sei diverse discipline dell'atletica leggera (tre volte in gare di velocità, una volta nel salto in lungo e due volte nelle staffette). È stata la prima e unica campionessa italiana di 75 metri piani, gara che fu in programma ai campionati italiani assoluti di atletica leggera solo nell'edizione del 1926.

## Palmarès
| Anno | Manifestazione  | Sede      | Evento                | Risultato     | Prestazione | Note |
| ---- | --------------- | --------- | --------------------- | ------------- | ----------- | ---- |
| 1928 | Giochi olimpici | Amsterdam | 100 metri             | elim. qualif. | n/d         |      |
| 1928 | Giochi olimpici | Amsterdam | Staffetta 4×100 metri | 6ª            | 53"6        |      |

## Campionati nazionali
- 1 volta campionessa italiana assoluta degli 80 metri piani (1925)
- 1 volta campionessa italiana assoluta dei 75 metri piani (1926)
- 1 volta campionessa italiana assoluta dei 100 metri piani (1927)
- 1 volta campionessa italiana assoluta del salto in lungo (1926)
- 1 volta campionessa italiana assoluta della staffetta 4×75 metri (1924)
- 1 volta campionessa italiana assoluta della staffetta 4×100 metri (1927)

1923
- Argento ai campionati italiani assoluti, salto in lungo - 4,54 m

1924
- Oro ai campionati italiani assoluti, staffetta 4 × 75 m - 41"6 (con Alice Bigatti, Maria Bonfanti e Rosetta Gariboldi)

1925
- Oro ai campionati italiani assoluti, 80 m piani - 11"0
- Argento ai campionati italiani assoluti, salto in lungo - 4,44 m

1926
- Oro ai campionati italiani assoluti, 75 m piani - 10"2
- Oro ai campionati italiani assoluti, salto in lungo - 4,62 m

1927
- Oro ai campionati italiani assoluti, 100 m piani - 13"6
- Oro ai campionati italiani assoluti, staffetta 4 × 100 m - 56"0 (con Maria Bonfanti, Beatrice Ceriani e Amelia Schenone)

1928
- Argento ai campionati italiani assoluti, staffetta 4 × 75 m - 41"3/5